# Juan Pablo Brzezicki
Juan Pablo Brzezicki (pronunciado /Byezitski/ en fonética española; Buenos Aires, 12 de abril de 1982) es un tenista argentino retirado. Se retiró del circuito profesional en el torneo ATP de Buenos Aires en febrero de 2012, aunque jugó su último partido profesional, el 23 de mayo de 2012 en la Copa por Equipos junto con Juan Ignacio Chela.
En su carrera le ha ganado a jugadores top 100 como: Nicolás Almagro, Félix Mantilla (2005), Oliver Marach (2006), Robert Kendrick, Guillermo García-López (2007), Óscar Hernández, Nicolás Lapentti (2008), Potito Starace, Brian Dabul (2010), Filippo Volandri y Diego Junqueira (2011).

## Torneos ATP (1;0+1)

### Dobles (1)

#### Títulos
| Leyenda                |
| ---------------------- |
| Grand Slam (0)         |
| Tennis Masters Cup (0) |
| ATP Masters Series (0) |
| ATP Tour (1)           |

| N.º | Fecha               | Torneo     | Superficie    | Pareja            | Oponentes en la final     | Resultado |
| 9.  | 16 de julio de 2007 | Amersfoort | Tierra batida | Juan Pablo Guzmán | Robin Haase Rogier Wassen | 6-2 6-0   |

### Clasificación en torneos del Grand Slam
| Torneo          | 2009 | 2008 | 2007 | 2005 | Títulos |
| --------------- | ---- | ---- | ---- | ---- | ------- |
| Australian Open | -    | 1R   | -    | -    | 0       |
| Roland Garros   | -    | -    | 3r   | 1r   | 0       |
| Wimbledon       | -    | -    | -    | -    | 0       |
| US Open         | 1r   | -    | -    | -    | 0       |

## Torneos Challengers (1)

### Individuales (1)

#### Títulos
| N.º | Fecha               | Torneo  | Superficie | Oponente en la final | Resultado |
| --- | ------------------- | ------- | ---------- | -------------------- | --------- |
| 1.  | 11 de marzo de 2007 | Salinas | Cemento    | Marcos Daniel        | 6-4 6-4   |

#### Finalista (10)
| N.º | Fecha                   | Torneo         | Superficie    | Oponente en la final | Resultado         |
| --- | ----------------------- | -------------- | ------------- | -------------------- | ----------------- |
| 1.  | 14 de julio de 2003     | Tolyatti       | Dura          | Dudi Sela            | 2-6 4-6           |
| 2.  | 29 de marzo de 2004     | Canberra       | Tierra batida | Peter Luczak         | 2-6 1-6           |
| 3.  | 2 de agosto de 2004     | Poznań         | Tierra batida | Tomáš Zíb            | 7-6(4) 6-7(3) 3-6 |
| 4.  | 15 de enero de 2007     | La Serena      | Tierra batida | Mariano Zabaleta     | 4-6 6-4 3-6       |
| 5.  | 5 de julio de 2007      | Tunica Resorts | Tierra batida | Pablo Cuevas         | 2-6 4-6           |
| 6.  | 14 de julio de 2008     | Oberstaufen    | Tierra batida | Łukasz Kubot         | 3-6 4-6           |
| 7.  | 1 de junio de 2009      | Fürth          | Tierra batida | Peter Luczak         | 2-6 0-6           |
| 8.  | 13 de julio de 2009     | Rímini         | Tierra batida | Thomaz Bellucci      | 6-3 3-6 1-6       |
| 9.  | 25 de enero de 2010     | Bucaramanga    | Tierra batida | Eduardo Schwank      | 4-6 2-6           |
| 10. | 22 de noviembre de 2010 | Buenos Aires   | Tierra batida | Diego Junqueira      | 2-6 1-6           |

### Dobles (8)

#### Títulos
| N.º | Fecha                    | Torneo        | Superficie    | Pareja                   | Oponentes en la final                   | Resultado       |
| 1.  | 13 de septiembre de 2004 | Budapest-2    | Tierra batida | Mariano Delfino          | Ignacio González King Juan Pablo Guzmán | 2-6 6-3 6-2     |
| 2.  | 27 de septiembre de 2004 | Dubrovnik     | Tierra batida | Martín Vassallo Argüello | Leonardo Azzaro Yuri Schukin            | 6-1 6-2         |
| 3.  | 14 de marzo de 2005      | Salinas       | Cemento       | Cristian Villagrán       | Juan Pablo Guzmán Sergio Roitman        | 6-2 6-4         |
| 4.  | 30 de mayo de 2005       | Sassuolo      | Tierra batida | Cristian Villagrán       | Paul Capdeville Simone Vagnozzi         | 7-6(5) 6-2      |
| 5.  | 6 de junio de 2005       | Lugano        | Tierra batida | Enzo Artoni              | Mariusz Fyrstenberg Robert Lindstedt    | 7-6(5) 6-2      |
| 6.  | 30 de enero de 2006      | Florianópolis | Tierra batida | Cristian Villagrán       | Gianluca Naso Mirko Pehar               | 7-6(3) 6-2      |
| 7.  | 17 de julio de 2006      | Rímini        | Tierra batida | Cristian Villagrán       | Vasilis Mazarakis Gabriel Moraru        | 6-2 5-7 10-6    |
| 8.  | 13 de noviembre de 2006  | Guayaquil     | Tierra batida | Leonardo Mayer           | Marcel Felder Fernando Vicente          | 1-6 7-5 14-12   |
| 9.  | 30 de abril de 2007      | Naples        | Tierra batida | Leonardo Mayer           | Pablo Cuevas Horacio Zeballos           | 6-1 6-7(4) 10-8 |
| 10. | 8 de septiembre de 2008  | Liubliana     | Tierra batida | Mariano Hood             | Rameez Junaid Philipp Marx              | 7-5 7-6(4)      |

#### Finalista (4)
| N.º | Fecha                   | Torneo          | Superficie    | Pareja            | Oponentes en la final                  | Resultado   |
| 1.  | 5 de julio de 2004      | Scheveningen    | Tierra batida | Enzo Artoni       | Paul Logtens Raemon Sluiter            | 2-6 5-7     |
| 2.  | 6 de septiembre de 2004 | Braşov          | Tierra batida | Juan Pablo Guzmán | Salvador Navarro Rubén Ramírez Hidalgo | 3-6 2-6     |
| 3.  | 21 de marzo de 2005     | San Luis Potosí | Tierra batida | Juan Pablo Guzmán | Łukasz Kubot Oliver Marach             | 1-6 6-3 3-6 |
| 3.  | 2 de mayo de 2005       | Tunica Resorts  | Tierra batida | Juan Pablo Guzmán | Michael Russell Dušan Vemić            | 6-7(4) 3-6  |